# Parathesis
Parathesis är ett släkte av viveväxter. Parathesis ingår i familjen viveväxter.

## Dottertaxa tillParathesis, i alfabetisk ordning[1]
- Parathesis acostensis
- Parathesis acuminata
- Parathesis adenanthera
- Parathesis agostiniana
- Parathesis amazonica
- Parathesis amplifolia
- Parathesis angustifolia
- Parathesis aurantiaca
- Parathesis bracteolata
- Parathesis breedlovei
- Parathesis calimensis
- Parathesis calophylla
- Parathesis calzadae
- Parathesis candolleana
- Parathesis cartagoana
- Parathesis chiapensis
- Parathesis cintalapana
- Parathesis columnaris
- Parathesis crassiramea
- Parathesis crenulata
- Parathesis croatii
- Parathesis cubana
- Parathesis cuspidata
- Parathesis donnell-smithii
- Parathesis eggersiana
- Parathesis emarginata
- Parathesis ferruginea
- Parathesis fusca
- Parathesis glaberrima
- Parathesis glabra
- Parathesis glendae
- Parathesis gracilis
- Parathesis ixtlanensis
- Parathesis kochii
- Parathesis lanceolata
- Parathesis latifolia
- Parathesis laxa
- Parathesis lenticellata
- Parathesis leptopa
- Parathesis macrantha
- Parathesis macronema
- Parathesis matudai
- Parathesis melanosticta
- Parathesis mexicana
- Parathesis microcalyx
- Parathesis minutiflora
- Parathesis moritziana
- Parathesis multiflora
- Parathesis navarretei
- Parathesis neei
- Parathesis obtusa
- Parathesis oerstediana
- Parathesis pajapanensis
- Parathesis palaciosii
- Parathesis panamensis
- Parathesis papillosa
- Parathesis parvifolia
- Parathesis parvissima
- Parathesis perpunctata
- Parathesis pipolyana
- Parathesis pleurobotryosa
- Parathesis prionophylla
- Parathesis pseudocalophylla
- Parathesis psychotrioides
- Parathesis pyramidalis
- Parathesis reflexa
- Parathesis rekoi
- Parathesis reticulata
- Parathesis rosea
- Parathesis rothschuhiana
- Parathesis rubriflora
- Parathesis rufa
- Parathesis schultesii
- Parathesis seibertii
- Parathesis serrulata
- Parathesis sessilifolia
- Parathesis sinuata
- Parathesis skutchii
- Parathesis subcoriacea
- Parathesis subulata
- Parathesis tartarea
- Parathesis tenorioi
- Parathesis tenuis
- Parathesis tetramera
- Parathesis tomentosa
- Parathesis travisae
- Parathesis trichogyne
- Parathesis tuxtlensis
- Parathesis wendtii
- Parathesis venezuelana
- Parathesis vestita
- Parathesis villalobosii
- Parathesis williamsii
- Parathesis villosa
- Parathesis vulgata
- Parathesis zuliana